# Andrew Gardner
(en) Statistiques sur pro-football-reference
Andrew James Gardner (né le 4 avril 1986 à Chamblee) est un joueur américain de football américain. Il joue actuellement avec les Eagles de Philadelphie.

## Carrière

### Université
Gardner entre à l'université de Georgia Tech où il joue quarante-huit matchs consécutifs avec les Yellow Jackets. Lors des saisons 2006 et 2007, il permet à Tashard Choice de dominer la conférence ACC au niveau des courses.

### Professionnel
Andrew Gardner est sélectionné au sixième tour du draft de la NFL de 2009 par les Dolphins de Miami au 181e choix. Il est handicapé à cause d'une blessure à l'épaule qui nécessite une intervention et ne joue qu'un seul match en 2009.
Il est libéré par les Dolphins après cette saison et il signe avec l'équipe d'entraînement des Ravens de Baltimore durant la off-season. Il est libéré et signe avec l'équipe d'entraînement des Bengals de Cincinnati le 23 août 2011 mais il n'arrive pas à convaincre et est libéré avant de signer le 29 août avec les Texans de Houston.

## Palmarès
- Mention honorable de la conférence ACC 2006
- Équipe de la conférence ACC 2007 et 2008